# Cessna 421
Il Cessna 421 è un aereo da trasporto passeggeri leggero bimotore ad ala bassa sviluppato dall'azienda aeronautica statunitense Cessna Aircraft Company nei primi anni sessanta.
Evoluzione del precedente Cessna 411, dal quale si differenzia per l'adozione di una cabina pressurizzata, era destinato al mercato dell'aviazione generale, commerciale e militare, trovando impiego prevalentemente in campo civile, ma anche in alcuni eserciti e aeronautiche militari mondiali.

## Sviluppo
Il Cessna 421 utilizza due motori a pistoni da 375 hp Continental GTSIO-520-Ds sviluppati nel 1963 che spingono un'elica tripala attraverso una scatola di riduzione. Il primo Cessna 421 venne prodotto nel maggio del 1967. Il velivolo è stato commercializzato nel 1968 ed una nuova versione (421B) uscì nel 1970.

## Varianti

### 421
Prima versione del Cessna uscita nel 1967 motorizzata da due Continental GTSIO-520-Ds V6 con 375 hp ed un peso massimo al decollo di 6 800 lb (3 084 kg). Ne furono costruiti 200 esemplari.

### 421A
Versione del Cessna uscita nel 1967 motorizzata da due Continental GTSIO-520-Ds V6 con 375 hp ed un peso massimo al decollo di 6 840 lb (3 103 kg). Ne furono costruiti 158 esemplari.

### 421B Golden Eagle/Executive Commuter
Versione dotata di 8 posti per i passeggeri uscita nel 1970 e motorizzata con due motori GTSIO-520-Hs da 375 hp ciascuno. Il peso massimo al decollo venne aumentato fino a 7 250 lb (3 289 kg) e successivamente a 7 450 lb (3 379 kg). Ne furono costruiti 699 esemplari.

### 421C Golden Eagle/Executive Commuter
Versione con nuove ali e un nuovo carrello. Uscita nel 1975 montava 2 Continental GTSIO-520-Ls o Continental GTSIO-520-Ns, la cui potenza rimaneva, comunque, pari a 375 hp. Ne furono costruiti 859.

### Riley Turbine Rocket 421
Versione del Cessna che sostituisce i motori a pistoni con due turboelica Lycoming LTS101 da 675 hp.

### Riley Turbine Eagle 421
Nuova versione montante due nuove turboelica Pratt & Whitney Canada PT6A-135, la cui potenza arriva fino a 750 hp.

### Excalibur 421
Versione ridisegnata del Cessna motorizzata con due turboelica Pratt & Whitney Canada PT6A-135A o PT6A-112. Nel 2013 è stato siglato un accordo con la società Aviation Alliance per l'aggiornamento dei velivoli Cessna 421.

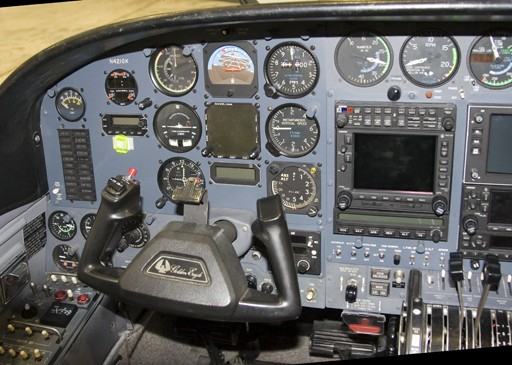
Cockpit del Cessna 421C

## Utilizzatori

### Civili
Germania
- Amadeus

 Italia
- AIR 70

almeno un esemplare, matricola I-ASBN
 Svizzera
- Société Anonyme de Transport Aérien

### Militari

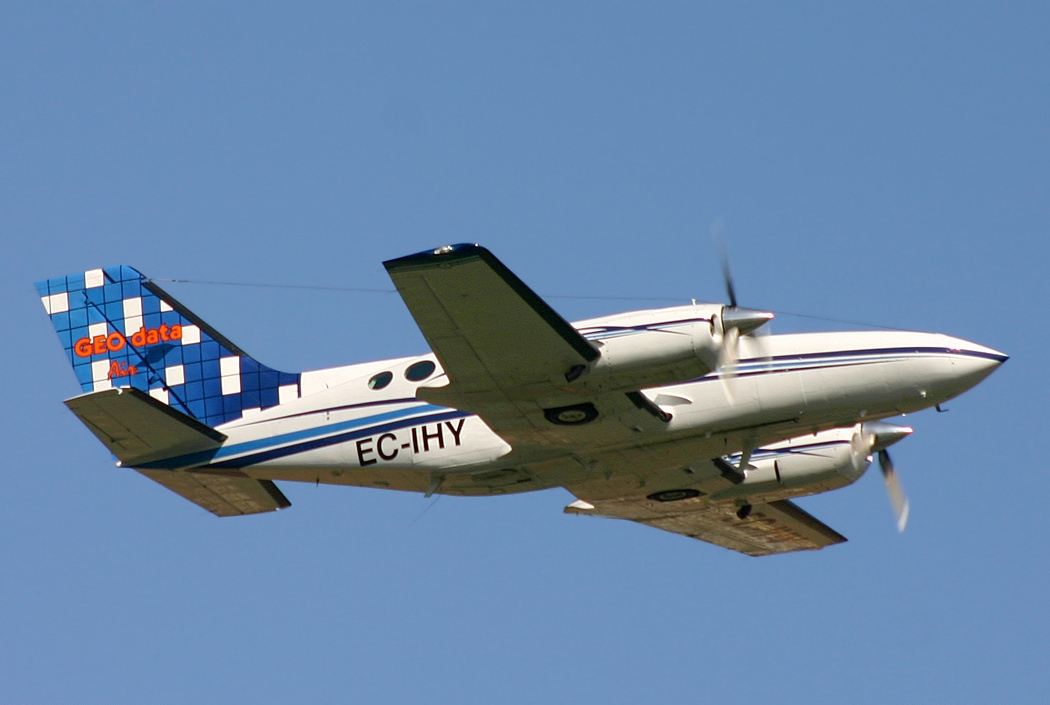
Cessna 421 Golden Eagle

Bolivia
- Fuerza Aérea Boliviana

al 1982 risultava operativo almeno un 421B.
 Cambogia
- Toap Akas Khemarak Phoumin[4]

 Costa d'Avorio
- Force Aérienne de la Côte d'Ivoire

1 Cessna 421 Golden Eagle consegnato ed in organico al gennaio al gennaio 2019.
 Nicaragua
- Forza aerea dell'Esercito nicaraguense

1 Ce421B consegnato.
 Nuova Zelanda
- Royal New Zealand Air Force

operò con almeno tre 421C nella No. 42 Squadron RNZAF.
 Pakistan
- Pakistan Army Aviation

al 1982 risultava operativo almeno un 421.
 Turchia
- Türk Kara Kuvvetleri Havacılığı

al 1982 risultavano operativi almeno tre 421B.
 Zimbabwe
- Air Force of Zimbabwe

al 1982 risultava operativo almeno un 421A.